# Paratelurita
La paratelurita es un mineral de la clase de los minerales óxidos, y dentro de esta pertenece al llamado “grupo del rutilo”. Fue descubierta en 1960 en la mina de Santa Rosa del municipio de Cananea, en el estado de Sonora (México), siendo nombrada así por su relación con la telurita.

## Características químicas
Es un óxido simple de telurio, anhidro. Todos los del grupo del rutilo en que se encuadra son óxidos de sistema cristalino tetragonal y fórmula genérica X4+O2. Es un dimorfo de la telurita, de igual fórmula química pero que en vez de cristalizar en el tetragonal de la paratelurita lo hace en el sistema cristalino ortorrómbico.

## Formación y yacimientos
Se forma en la zona de oxidación por alteración hidrotermal de los yacimientos de minerales menas del telurio.
Suele encontrarse asociado a otros minerales como: telurita, telurio nativo, krennerita, rodalquilarita, emmonsita o anglesita.

## Usos
Puede ser extraído como mena del telurio.